# Hull Minster
Hull Minster è il principale edificio di culto anglicano della città inglese di Kingston upon Hull, nella contea dell'East Yorkshire. Fino al 13 maggio 2017 era conosciuta come chiesa della Santa Trinità (Holy Trinity Church in inglese). Appartiene al I° Grado dei monumenti classificati del Regno Unito.

## Storia
Fu costruita su una cappella preesistente nella seconda metà del XIII secolo quando il re Edoardo I garantì al villaggio di Wyke upon Hull i diritti reali.
Il 7 giugno 1915, durante la prima guerra mondiale, scampò ad un bombardamento di uno Zeppelin tedesco grazie ad un cambiamento del vento. L'anno seguente le vetrate della chiesa vennero danneggiate in un secondo bombardamento.
Presenta un interno suddiviso in tre navate che conserva una fonte battesimale. Nel retrocoro vi è invece custodita una mensa d'altare del 1770.